# Kelly Forbes
Kelly Forbes (* 26. Dezember 1973 in Calgary, Alberta) ist ein kanadischer Skeletonfahrer.
Kelly Forbes lebt in Calgary. Er betreibt seit 2003 Skeleton, seit 2005 gehört er dem kanadischen Nationalkader an. Sein Trainer ist Willi Schneider. Sein internationales Debüt gab Forbes in der Saison 2003/04 im Rahmen des Skeleton-America’s-Cup. In allen sechs Rennen platzierte er sich zwischen den Rängen sieben und elf. Bei der Skeleton-Nordamerikameisterschaft 2004 wurde er auf seiner Heimbahn in Calgary überraschend Dritter hinter seinen Landsmännern Ryan Davenport und Turc Harmesynn. In der folgenden Saison startete er mit einem zweiten und einem dritten Rang in Calgary in den America’s Cup und startete anschließend in Altenberg erstmals im Rahmen des Skeleton-Europacups und wurde dort Siebter. Im Januar 2005 durfte Forbes in Cesana Pariol erstmals bei einem Skeleton-Weltcup-Rennen antreten, wo er wie im folgenden Renne in St. Moritz 14. wurde. Höhepunkt der Saison wurde die Bob- und Skeleton-Weltmeisterschaften 2005 in Calgary. Hier belegte der Kanadier den elften Platz. Bei den kanadischen Meisterschaften wurde er Vierter. 2005/06 und 2006/07 startete Forbes regelmäßig im Weltcup. Sein bestes Ergebnis ist bislang Platz zehn im November 2006 in Calgary. 2007/08 startete er im neu geschaffenen Skeleton-Intercontinentalcup. Hier war sein bestes Einzelergebnis ein zweiter Rang in Park City, in der Gesamtwertung kam er auf den sechsten Platz.